# Сагуны (посёлок)
Сагуны — посёлок в Подгоренском районе Воронежской области. Административный центр Берёзовского сельского поселения.

## География
Фактически входит в черту посёлка Красный Восход.
Находится по пути к Русской Палестине — Костомаровскому Спасскому женскому монастырю, одной из главных достопримечательностей Воронежской области.
В посёлке имеется одна улица — Вокзальная.

## История
Бывшая слобода. Ранее входило в Острогожский уезд Воронежской губернии. В 1930-е годы был образован колхоз «Красный путиловец».

## Население
| 2010 |
| ---- |
| 246  |

## Известные уроженцы
Лётчицы сестры Русаковы: Нина Ивановна (1915—1997), заслуженный лётчик-испытатель СССР, полковник, и Тамара Ивановна (1916—1952), гвардии капитан (погибла при выполнении учебного торпедометания).